# The Bachelor
The Bachelor es una serie de telerrealidad estadounidense sobre citas y relaciones amorosas, que debutó el 25 de marzo de 2002 por la cadena ABC. Dicho programa fue renovado para la primavera del 2007 (en EE. UU.). La temporada del 2006 se llama "The Bachelor Roma". Durante sus primeras 25 temporadas, el programa fue presentado por Chris Harrison. El 13 de mayo de 2022, ABC renovó la serie para una vigésima séptima temporada.

## Producción
La serie fue creada por Mike Fleiss. After The Final Rose y otros especiales de reunión se produjeron originalmente en Victory Studios en Los Ángeles, California y CBS Studio Center en Studio City, Los Ángeles, pero ahora están grabadas en Warner Bros. Studios en Burbank.

## Sobre el programa
La serie gira en torno a un joven soltero que comienza con un grupo de intereses románticos de los que se espera que elija una esposa. Durante el transcurso de la temporada, el soltero elimina candidatas cada semana, lo que finalmente culmina en una propuesta de matrimonio para su selección final. Los participantes viajan a lugares románticos y exóticos para sus citas, y los conflictos en la serie, tanto internos como externos, se derivan del formato de estilo eliminatorio del programa.
La descripción anterior es simplemente una guía general. En la práctica, el programa no siempre sigue su estructura diseñada y esas variaciones son a menudo una fuente de drama y conflicto. El programa incluye otros eventos:
- Una candidata que fue eliminada regresa al programa para defender su caso ante el soltero.
- Un soltero distribuye más o menos rosas de las previstas.
- Un soltero elimina a una mujer fuera del proceso normal de eliminación. Por ejemplo, el soltero puede eliminar a ambas mujeres en una cita de dos a uno.
- El soltero opta por seguir una relación con su selección final en lugar de proponer matrimonio.

La sexta temporada fue la única temporada que presentó un giro en el reparto. Dado que los productores no pudieron decidir entre Byron Velvick y Jay Overbye para el próximo Bachelor, las 25 mujeres que participaron en ese momento tuvieron que decidir qué soltero sería el mejor marido. Al final del primer episodio, se eligió a Velvick.
Los casos notables en los que el soltero violó la premisa del programa son Brad Womack, que no seleccionó a ninguna de sus dos últimas mujeres en su primera temporada, y Jason Mesnick, quien rompió su compromiso en el episodio "After the Final Rose" y luego de varios meses le propuso matrimonio a la primera finalista, Molly Malaney, con quien más tarde se casó. Al igual que Mesnick, Arie Luyendyk Jr. también rompió su compromiso y durante el episodio "After the Final Rose", le propuso matrimonio a la primera finalista, Lauren Burnham.

## Audiencia
El show ha tenido índices de audiencia muy sólidos y durante ocho temporadas tuvo una audiencia cercana a los 10 millones (en EE. UU.), con algunos declives en su novena. Como consecuencia de esto, colocaron Lost los miércoles y movieron The Bachelor de los miércoles a los lunes en enero del 2006 (en EE. UU.).

## Temporada 8
El show, listo para su octava temporada, se transmitió el 9 de enero de 2006 (en EE. UU.). La producción se ubicó en París, Francia y contó con el "soltero" Dr. Travis Lane Stork, un médico de 33 años graduado de la Universidad de Duke y Virginia.
En el episodio final (al aire en los Estados Unidos el 27 de febrero de 2006), Stork le dio la rosa a Sarah Stone de 26 años.
Cuatro meses después, Stork y Stone anunciaron públicamente que ya no eran una pareja en una entrevista.

## Temporada 9
La novena temporada del show salió al aire el 31 de octubre de 2006 (en EE. UU.). La temporada se desarrolló en Roma, Italia con Lorenzo Borghese de 34 años, quien nació en Milán pero vivió en Manhattan desde 1987. El show de nuevo tuvo otro giro, dos hermosas mujeres italianas, que de repente, fueron añadidas al grupo de las 25 concursantes; creando más tensión y suspenso en el show.
Finalmente, la ganadora anunció que no era pareja del soltero, y que de hecho, Lorenzo la había dejado por la que perdió en la final, estuvieron de enamorados dos años y se separaron en el 2008.

## Temporada 13
La tercera temporada se inauguró el 5 de diciembre de 2009 y estuvo ambientada en Estados Unidos y Nueva Zelanda.  Fue una de las temporadas con mayor audiencia debido a la personalidad honesta, algo torpe y contradictoria de Jason Scott Mesnick y su controvertida decisión de renunciar a su elección final con Melissa Rycroft por Molly Malaney, 6 semanas después. 
Mesnick en un capítulo anterior había recibido a De Anna, una bacherlorette que había rechazado en una temporada anterior a Mesnick como su pareja y al visitarle intentaba salvar la situación, De Anna le confidenció que al momento de su decisión final una de ellas era un comodín y que su fracaso fue haber elegido al comodín y no al principal, Jason había sido el principal. Jason quedó muy sorprendido con la revelación de De Anna.
Jason Mesnick había elegido en la terna final a Jillian Harris, Melissa y Molly. Jason despidió a Jillian por no tener sentimientos fuertes hacia ella; pero sí declaró estar enamorado de Melissa y Molly, la decisión final fue por Melissa en un romántico momento.
Un público sorprendido por la elección,  creyó que todo conduciría al altar entre ellos.  Sin embargo, en el capítulo After Roses,  Jason termina su relación con Melissa por considerar que no estaban hechos el uno para el otro y que sus verdaderos sentimientos estaban con Molly y no con ella  ¡seis semanas después de comprometerse!, Melissa se siente ofendida y se retira abruptamente del programa.
Molly Elizabeth Malaney es a continuación invitada al programa por Chris Harrison y le explica que si ella desearía poder escuchar a Jason su versión por la abrupta despedida en Nueva Zelanda y ella responde que le encantaría hacerle unas preguntar y cerrar de este modo un doloroso proceso de olvido desde que lo dejó de ver en el país insular.
Seguidamente, Jason aparece y explica lo sucedido con Melissa y abochornadamente solicita a Molly una segunda oportunidad en un programa sin público de alto suspenso con alto puntaje de índice de audiencia, donde Jason explica su controversial decisión a Molly frente a las cámaras. Molly quien esperaba una declaración final en contrario para cerrar el capítulo con Jason queda muy sorprendida por el vuelco que tienen las cosas, admite que aún está enamorada y acepta finalmente darle a Jason una segunda oportunidad.
Finalmente Jason y Molly deciden casarse el 27 de febrero de 2010 en el Rancho Palos Verdes en California. Hoy son un matrimonio sólido junto a Ty, el hijo de Jason,en Seattle.

## Temporada 18
La temporada 18, que comenzó a finales del 2013, tuvo como protagonista, por primera vez, a un soltero de origen venezolano: Juan Pablo Galavís.

## Los solteros
| Temporada | Fecha                                    | Soltero            | Ganadora            | Subcampeona                 | Propuesta de Matrimonio | ¿Siguen juntos? | Notas |
| --------- | ---------------------------------------- | ------------------ | ------------------- | --------------------------- | ----------------------- | --------------- | --- |
| 1         | 25 de marzo—25 de abril de 2002          | Alex Michel        | Amanda Marsh        | Trista Rehn                 | No                      | No              | Michel no le propuso matrimonio a Marsh, sino que entablaron una relación. Marsh y Michel se separaron después de varios meses. |
| 2         | 25 de septiembre—20 de noviembre de 2002 | Aaron Buerge       | Helene Eksterowicz  | Brooke Smith                | Sí                      | No              | Buerge y Eksterowicz se separaron después de varias semanas. |
| 3         | 24 de marzo—21 de mayo de 2003           | Andrew Firestone   | Jen Schefft         | Kirsten Buschbacher         | Sí                      | No              | Schefft y Firestone se separaron después de varios meses. |
| 4         | 24 de septiembre—20 de noviembre de 2003 | Bob Guiney         | Estella Gardinier   | Kelly Jo Kuharski           | No                      | No              | Guiney no le propuso matrimonio a Gardinier, pero ella aceptó un anillo de promesa que indicaba que aún saldrían juntos. Se separaron poco después de que se emitiera el programa. |
| 5         | 7 de abril—26 de mayo de 2004            | Jesse Palmer       | Jessica Bowlin      | Tara Huckeby                | No                      | No              | Palmer no le propuso matrimonio a Bowlin. Ellos continuaron saliendo, pero se separaron varias semanas después. |
| 6         | 22 de septiembre—24 de noviembre de 2004 | Byron Velvick      | Mary Delgado        | Tanya Michel                | Sí                      | No              | Velvick y Jay Overbye comenzaron como dos candidatos a solteros. Las mujeres que competían tenían que votar sobre qué hombre les gustaría que fuera el soltero. Velvick terminó ganando la votación. Velvick y Delgado se separaron después de cinco años juntos. |
| 7         | 28 de marzo—16 de mayo de 2005           | Charlie O'Connell  | Sarah Brice         | Krisily Kennedy             | No                      | No              | O'Connell eligió a Brice y no le propuso matrimonio, sino que comenzaron una relación. Se separaron en septiembre de 2007, pero volvieron a estar juntos en 2008. Sin embargo, volvieron a dejarlo en 2010. |
| 8         | 9 de enero—27 de febrero de 2006         | Travis Lane Stork  | Sarah Stone         | Moana Dixon                 | No                      | No              | Stork no le propuso matrimonio a Stone, sino que comenzaron una relación. Se separaron poco después de que se emitiera el programa. |
| 9         | 2 de octubre—27 de noviembre de 2006     | Lorenzo Borghese   | Jennifer Wilson     | Sadie Murray                | No                      | No              | Borghese no le propuso matrimonio a Wilson. Ellos comenzaron una relación pero se separaron en enero de 2007. Luego salió con Murray, la subcampeona, pero se separaron en marzo de ese mismo año. |
| 10        | 2 de abril—22 de mayo de 2007            | Andrew Baldwin     | Tessa Horst         | Bevin Nicole Powers         | Sí                      | No              | Horst y Baldwin cancelaron su compromiso un mes después de la final, pero continuaron su relación. Se separaron en septiembre de 2007. |
| 11        | 24 de septiembre—20 de noviembre de 2007 | Brad Womack        | —                   | Jenni Croft DeAnna Pappas   | No                      | No              | Womack eligió a Croft y Pappas como las dos finalistas, pero ambas fueron rechazadas en el final de la temporada. |
| 12        | 17 de marzo—12 de mayo de 2008           | Matt Grant         | Shayne Lamas        | Chelsea Wanstrath           | Sí                      | No              | Grant y Lamas se separaron en julio de 2008. |
| 13        | 5 de enero—3 de marzo de 2009            | Jason Mesnick      | Melissa Rycroft     | Molly Malaney               | Sí                      | No              | Mesnick y Rycroft ya no estaban juntos después del espectáculo. En el final de la temporada, Mesnick canceló el compromiso con Rycroft y reanudó una relación con el subcampeón Malaney. Mesnick más tarde le propuso matrimonio a Malaney en Nueva Zelanda, ella aceptó y se casaron el 27 de febrero de 2010 en California. La boda de Mesnick y Malaney se emitió en ABC el 8 de marzo de 2010. La pareja tiene a su hija Riley Anne Mesnick (nacida en 2013). La pareja también comparte la custodia del hijo de Jason, Ty Mesnick, de un matrimonio anterior (nacido en 2005). Todavía están juntos. |
| 14        | 4 de enero—1 de marzo de 2010            | Jake Pavelka       | Vienna Girardi      | Tenley Molzahn              | Sí                      | No              | Pavelka y Girardi terminaron su relación en junio de 2010. |
| 15        | 3 de enero—14 de marzo de 2011           | Brad Womack        | Emily Maynard       | Chantal O'Brien             | Sí                      | No              | Womack y Maynard se separaron mientras se transmitía la temporada, pero volvieron a estar juntos después del final del programa. Sin embargo, lo dejaron definitivamente en mayo de 2011. |
| 16        | 2 de enero—12 de marzo de 2012           | Ben Flajnik        | Courtney Robertson  | Lindzi Cox                  | Sí                      | No              | Flajnik y Robertson se separaron originalmente en febrero de 2012 mientras se transmitía su temporada. Sin embargo, más tarde se reconciliaron y se comprometieron por segunda vez, pero volvieron a separarse definitivamente en octubre de 2012. |
| 17        | 7 de enero—11 de marzo de 2013           | Sean Lowe          | Catherine Giudici   | Lindsay Yenter              | Sí                      | Sí              | Lowe y Giudici se casaron el 26 de enero de 2014. Más tarde aparecieron en la cuarta temporada de Marriage Boot Camp. Tienen tres hijos juntos; Samuel Thomas Lowe (nacido en 2016), Isaiah Hendrix Lowe (nacido en 2018) y Mía Mejia Lowe (nacida en 2019). Todavía están juntos. |
| 18        | 6 de enero—10 de marzo de 2014           | Juan Pablo Galavis | Nikki Ferrell       | Clare Crawley               | No                      | No              | Galavis no le propuso matrimonio a Ferrell, sino que decidieron continuar su relación. Más tarde aparecieron en Couples Therapy. En octubre de 2014, decidieron terminar su relación. |
| 19        | 5 de enero—9 de marzo de 2015            | Chris Soules       | Whitney Bischoff    | Becca Tilley                | Sí                      | No              | Soules y Bischoff anunciaron su ruptura el 28 de mayo de 2015. |
| 20        | 4 de enero—14 de marzo de 2016           | Benjamin Higgins   | Lauren Bushnell     | Joelle Fletcher             | Sí                      | No              | Higgins y Bushnell tenían su propio reality show Ben and Lauren: Happily Ever After?. Los dos anunciaron su ruptura el 15 de mayo de 2017. |
| 21        | 2 de enero—13 de marzo de 2017           | Nick Viall         | Vanessa Grimaldi    | Raven Gates                 | Sí                      | No              | Viall y Grimaldi anunciaron su ruptura el 25 de agosto de 2017. |
| 22        | 1 de enero—6 de marzo de 2018            | Arie Luyendyk Jr.  | Becca Kufrin        | Lauren Burnham              | Sí                      | No              | En el final de la temporada en vivo, se reveló que unas semanas después de terminar la filmación, Luyendyk canceló rápidamente su compromiso con Kufrin y comenzó a salir con la subcampeona Burnham. Los dos se comprometieron durante el especial After the Final Rose y se casaron el 12 de enero de 2019. El 29 de mayo de 2019, la pareja dio la bienvenida a su primera hija, Alessi Ren Luyendyk. El 11 de junio de 2021 la pareja dio la bienvenida a los mellizos Senna James Luyendyk and Lux Jacob Luyendyk. Todavía están juntos.                                                             |
| 23        | 7 de enero—12 de marzo de 2019           | Colton Underwood   | Cassie Randolph     | Hannah Godwin Tayshia Adams | No                      | No              | Randolph inicialmente rompió con Underwood en los últimos tres capítulos de la temporada. Underwood luego rompió con las dos mujeres restantes y le pidió a Randolph que le diera una segunda oportunidad, y ella estuvo de acuerdo. Anunciaron su ruptura el 29 de mayo de 2020. |
| 24        | 6 de enero—10 de marzo de 2020           | Peter Weber        | Hannah Ann Sluss    | Madison Prewett             | Sí                      | No              | Durante el directo del especial After the Final Rose, se reveló que Weber y Sluss habían terminado su compromiso. Aunque Weber y el subcampeona Prewett admitieron que todavía tenían sentimientos el uno por el otro, finalmente decidieron no seguir una relación. El 2 de mayo de 2020, Weber reveló que está saliendo con Kelley Flanagan, quien terminó en quinto lugar en su temporada. Weber y Flanagan anunciaron su ruptura el 31 de diciembre de 2020. |
| 25        | 4 de enero—15 de marzo de 2021           | Matt James         | Rachael Kirkconnell | Michelle Young              | No                      | Sí              | James no le propuso matrimonio a Kirkconnell. En cambio, comenzaron una relación, pero en el especial After the Final Rose, se confirmó que James había terminado la relación después de que el pasado racialmente insensible de Kirkconnell saliera a la luz. El 28 de abril de 2021, James confirmó que él y Kirkconnell volvieron a estar juntos y que todavía están juntos. |
| 26        | 3 de enero—15 de marzo de 2022           | Clayton Echard     | Susie Evans         | Gabby Windey Rachel Recchia | No                      | No              | Aunque la temporada terminó con Evans rechazando a Echard, se reveló en el especial en vivo After the Final Rose que desde entonces habían vuelto a estar juntos. Solían vivir juntos en Virginia Beach, Virginia. Anunciaron su ruptura el 23 de septiembre de 2022. |
| 27        | 23 de enero—27 de marzo de 2023          | Zachary Shallcross | Kaitlyn Biggar      | Gabriella Elnicki           | Sí                      | Sí              | Shallcross le propuso matrimonio a Biggar en el final de la temporada. En julio de 2023 Shallcross y Biggar se mudaron juntos a Austin, Texas. Todavía están comprometidos. |
| 28        | 22 de enero de 2024—                     | Joey Graziadei     |                     |                             |                         |                 | |